# Ruelle Bidault
La ruelle Bidault est une voie située dans le 12e arrondissement de Paris, en France.

## Situation et accès
La rue comporte un passage ancien et une partie plus moderne qui longe, en contrebas, la Promenade plantée.

## Origine du nom
La rue porte le nom d'un ancien principal propriétaire du terrain, M. Bidault, qui était jardinier.

## Historique
Cette voie privée est ouverte à la circulation publique par arrêté du 23 juin 1959.

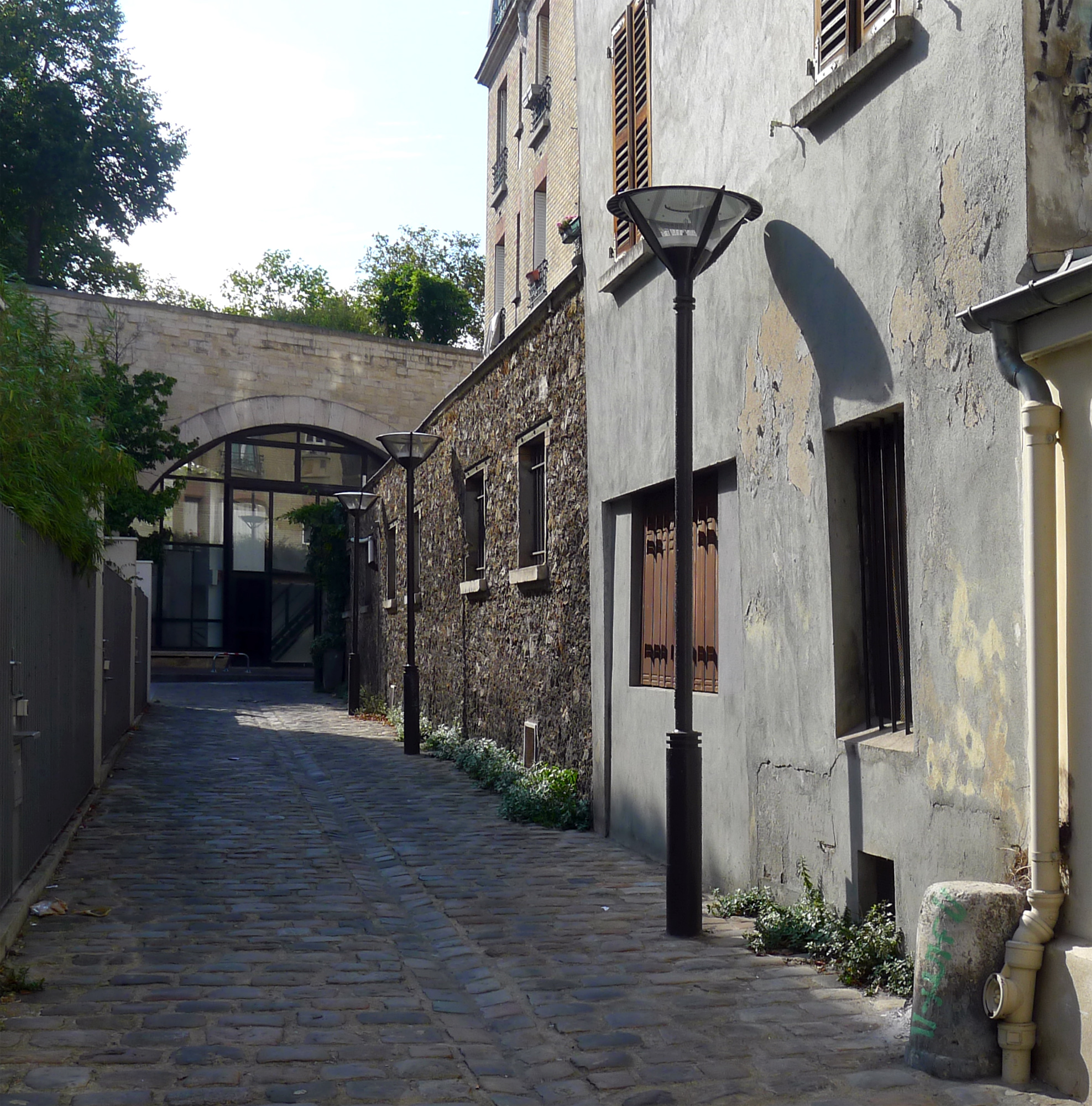
Ruelle Bidault.
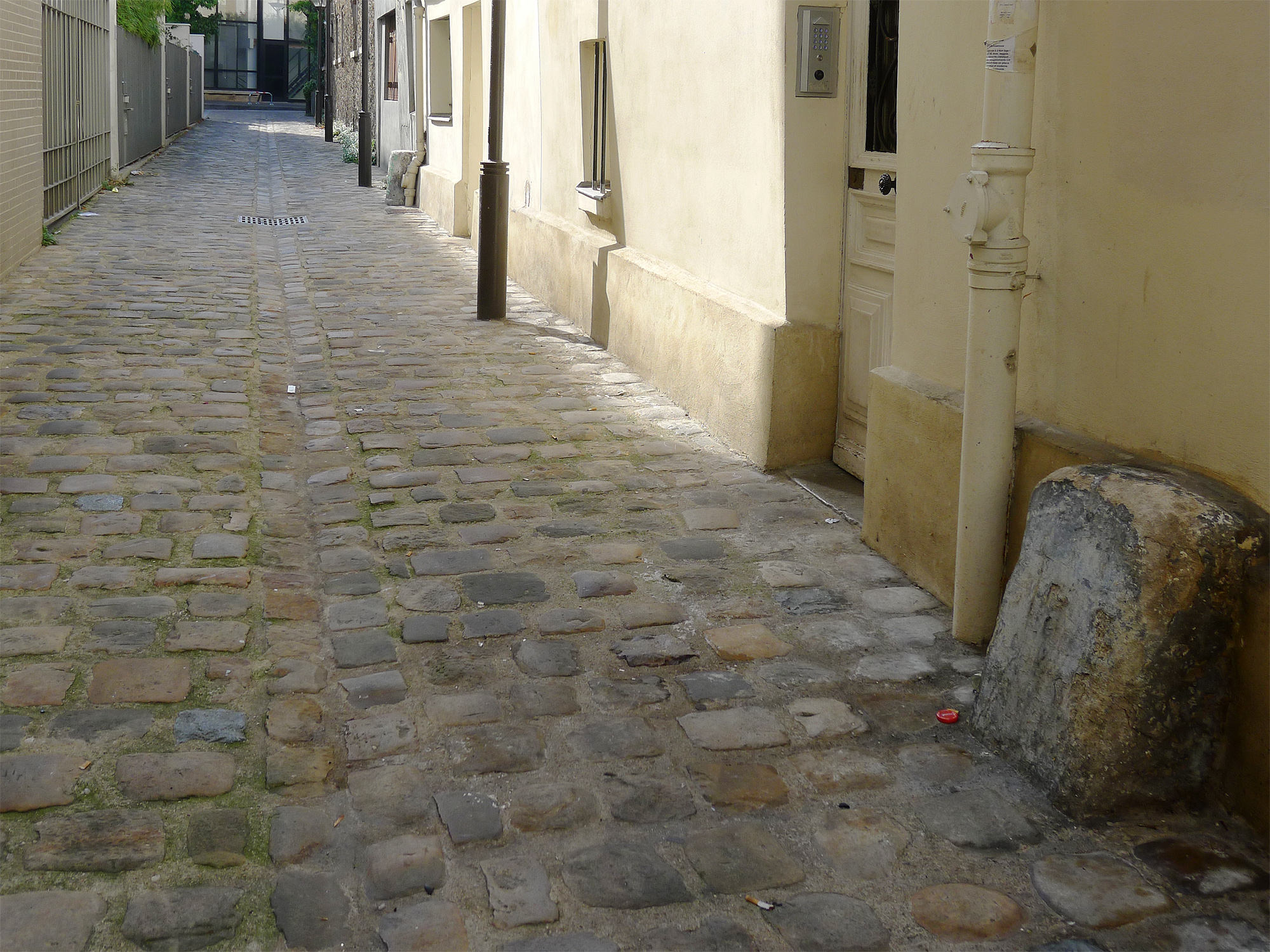
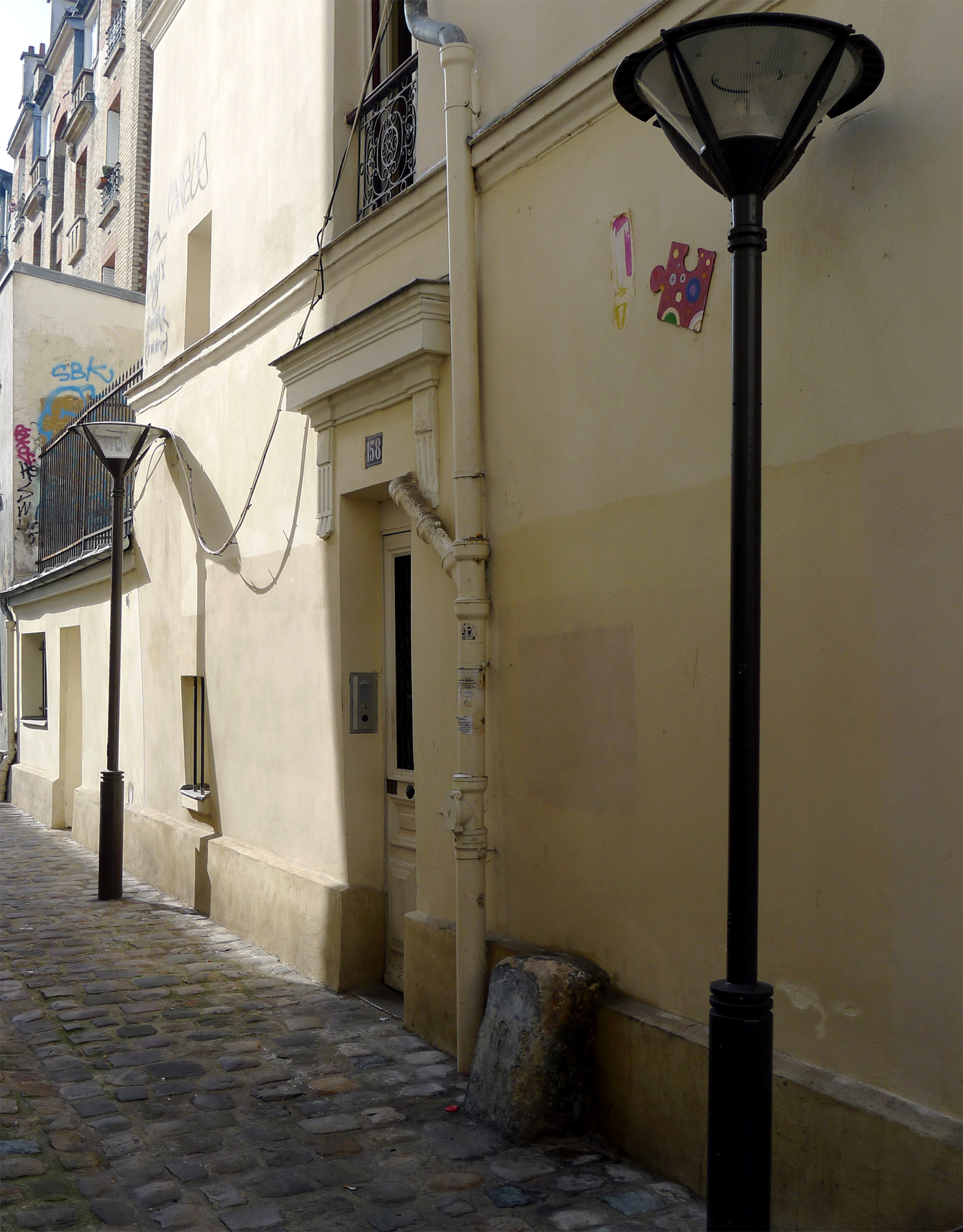